# Teszárek Csaba
Teszárek Csaba (1980 –) magyar színművész, bábművész.

## Életpályája
1980-ban született. 2000–2004 között a Színház- és Filmművészeti Egyetem hallgatója volt, bábszínész szakon. 2004-től a Budapest Bábszínház tagja.

## Főbb színházi szerepei
- Király Kis Miklós - Lázár Ervin: A legkisebb boszorkány (rendező: Lengyel Pál, felújítás: Kuthy Ágnes)
- Árny - Masteroff-Kander-Ebb: Kabaré (rendező: Alföldi Róbert)
- Gergő - Charles Perrault-Nagy Viktória Éva-Schneider Jankó: Csizmás kandúr (rendező: Schneider Jankó)
- János vitéz - Petőfi Sándor: János vitéz (rendező: Urbán Gyula)
- Morzsányi Géza, Makula bácsi - Presser Gábor-Varró Dániel: Túl a Maszat-hegyen (rendező: Kovács Géza)
- Tök úr - Gianni Rodari-Khaled-Abdo Szaida: Hagymácska (rendező: Veres András)
- Nagypapa, Magnusz - Kolozsi Angéla: Unokák a polcon (rendező: Schneider Jankó)
- Poszeidón - Homérosz-Garaczi László: Odüsszeusz (rendező: Valló Péter)
- Második csavargó - Bartók Béla: A csodálatos mandarin (rendező: Szőnyi Kató)
- Ibrahim szultán - Wilhelm Hauff-Markó Róbert: A kis Mukk (rendező: Csató Kata)
- Király Kis Miklós - Lázár Ervin: A legkisebb boszorkány (rendező: Lengyel Pál)
- Leandro - Carlo Gozzi-Heltai Jenő: A szarvaskirály (rendező: Balogh Géza)
- Isten - Sopsits Árpád: Bábpuccs (rendező: Sopsits Árpád)
- Vakond - Gerevich András: Csillagfiú (rendező: Tengely Gábor)
- Christian Morgenstern: Bitódalok (rendező: Veres András)
- Muszorgszkij: Egy kiállítás képei (rendező: Ács János)
- Goethe: Faust I-II. (rendező: Balázs Zoltán)
- Pribék - Vörös Róbert: Sade márki 120 napja (rendező: Alföldi Róbert)
- Királyfi - Andersen: Vadhattyúk (rendező: Rumi László)
- Butuskó, Gagyiagy - Háy János: Pán Péter (rendező: Kovács Géza)
- Mackó - Michael Ende-Vörös istván: Mackó és az állatok (rendező: Veres András)
- Puskin: Mese a halászról és az aranyhalról (rendező: Magdalena Miteva)
- Lázár Magda: Mese a sóról (rendező: Kovács Marianna)
- Lázár Magda: Piroska és a farkas (rendező: Kovács Marianna)
- Királyfi - Bartók Béla: A fából faragott királyfi (rendező: Szőnyi Kató)
- Noé - Kovács Géza: Noé bárkája (rendező: Kovács Géza)
- Jan Potocki: Parádé (rendező: Wieslaw Czolpinski)
- Vencel király és mások - Alfred Jarry: Übü király és a magyarok (rendező: Kiss Csaba)
- Gyáva oroszlán - L. F. Baum: Óz, a nagy varázsló (rendező: Balogh Géza)
- zeneszerzőként: Gimesi Dóra-Veres András: A brémai muzsikusok (rendező: Veres András)
- Janosch: Kistigris és Kismackó (rendező: Kolozsi Angéla)
- Trisztán - Márton László: Trisztán és Izolda (rendező: Csizmadia Tibor)
- Rózsa - Gimesi Dóra: Rózsa és Ibolya (rendező: Kovács Géza)
- befalazva - in memoriam Ország Lili (rendező: Gergye Krisztián)
- Lázár Ervin-Gimesi Dóra: A Hétfejű Tündér (rendező: Kuthy Ágnes)
- Stahlbaum tanácsos - P. I. Csajkovszkij: Diótörő (rendező: Szőnyi Kató, Meczner János)
- Gustavsson - Sven Nordqvist-Fekete Ádám: Pettson és Findusz (rendező: Bereczki Csilla)
- Jan-Johan Henderson - Janne Teller-Gimesi Dóra: Semmi (rendező: Hoffer Károly)
- Ádám - Madách Imre: Az ember tragédiája (rendező: Garas Dezső)
- Fudge nyomozóbiztos - David Walliams-Gimesi Dóra: Gengszter nagyi (rendező: Hoffer Károly)
- Tukánok, Pista bácsi, Elefánt - Gingalló (rendező: Ellinger Edina)
- Felnőtt Bambi, Hopsz - Felix Salten-Hársing Hilda: Bambi (rendező: Szilágyi Bálint)
- Gonzalo, Alonso öreg tanácsadója - William Shakespeare: A vihar (rendező: Szikszai Rémusz)

## Díjai, elismerései
- A színészi összmunka díja (A Hétfejű Tündér) – 18. Arany Szikra Fesztivál, Kragujevac (2015)
- Havas-B. Kiss-díj (2010, 2022)[6]
- Soós Imre-díj (2007)
- Magyar Ezüst Érdemkereszt (2022)

## Filmes és televíziós szerepei
- A hídember (2002)
- Apatigris (2023)
- Brigi és Brúnó (2023)
- A renitens (2024)